# Kolorado-Tanne
Die Kolorado-Tanne (Abies concolor), auch Grau-Tanne genannt, ist eine Pflanzenart aus der Gattung der Tannen (Abies) in der Familie der Kieferngewächse (Pinaceae).

## Beschreibung

### Habitus

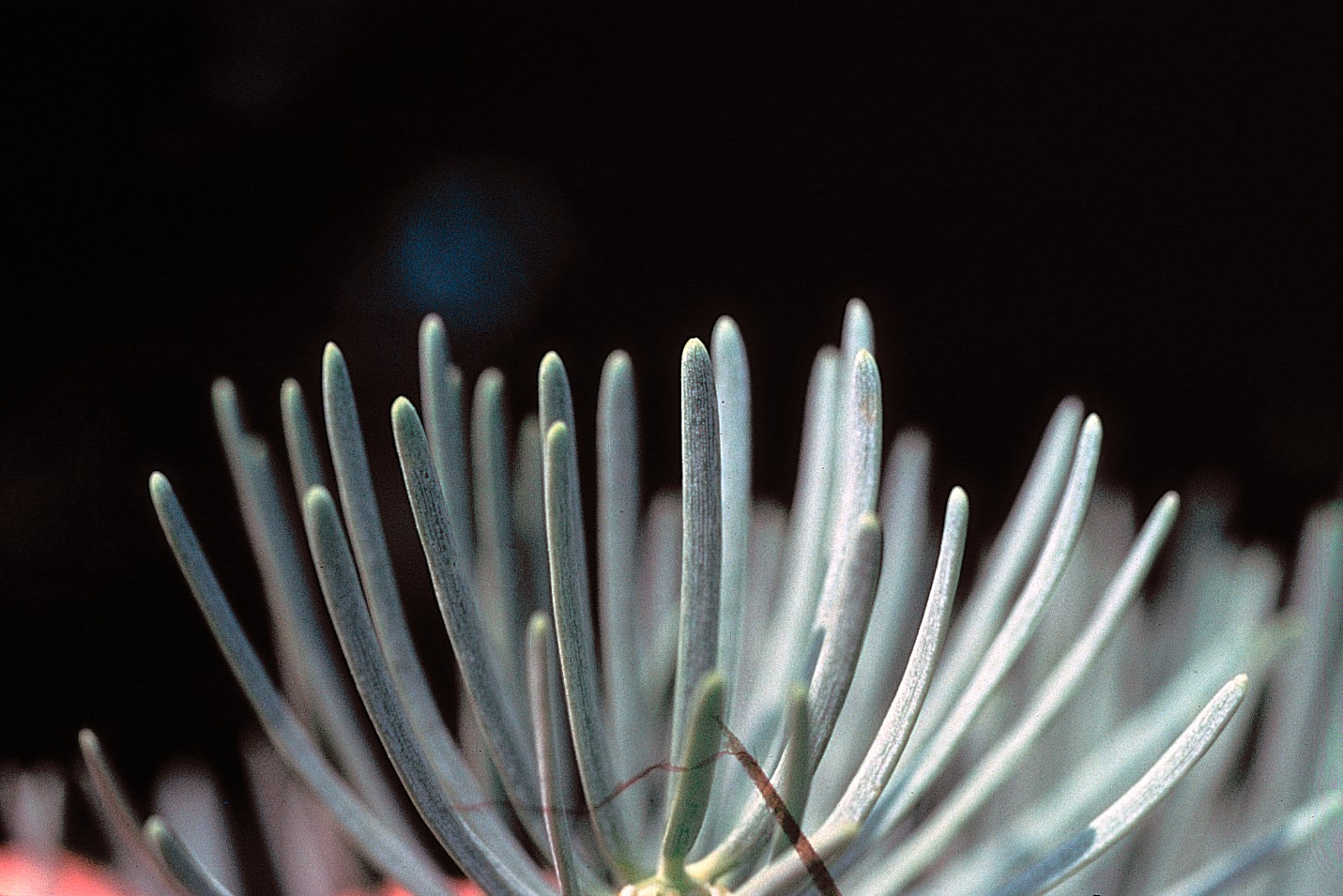
Nadeln von Abies concolor var. concolor im Carson National Forest in New Mexico

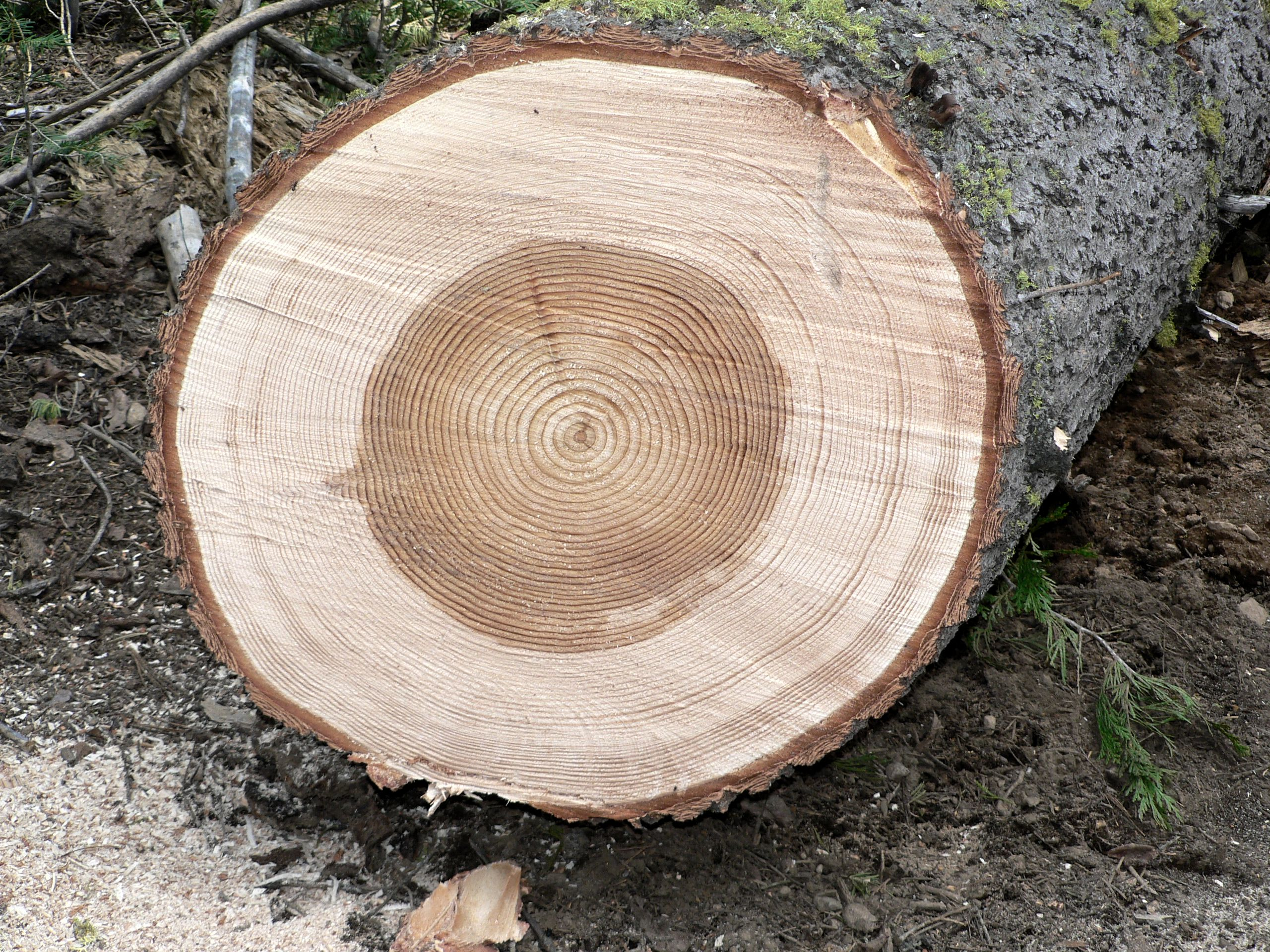
Stammquerschnitt von Abies concolor var. lowiana

Die Kolorado-Tanne ist ein immergrüner, relativ schnell wachsender Baum, der Wuchshöhen von über 50 Meter und einen Brusthöhen-Stammdurchmesser (BHD) von über 150 Zentimetern erreicht. Die höchste bekannte Kolorado-Tanne misst 58,5 Meter und hat einen Stammdurchmesser von 271 Zentimeter. Abies concolor var. concolor bleibt kleiner, für die Varietät werden Wuchshöhen von bis zu 41 Metern und ein BHD von bis zu 124 Zentimetern angegeben. Starke Alttannen werden mitunter von Bären als Winterquartier genutzt. Die Kronenform ist pyramidal und harmonisch. Kennzeichnend sind die waagerecht vom Stamm abgehenden Äste. Solitäre Bäume sind bis zum Boden beastet.

### Nadeln und Zweige
Auffällig sind die etwa 5 bis 7,5 Zentimeter langen, beiderseitig blau-grünen Nadeln, die kammartig vom Ast abstehen und nach etwa acht bis zehn Jahren abfallen. Besonders auf der Zweigoberseite sind sie leicht bogig aufwärts gerichtet und nach vorne gekrümmt. Die Nadeln sind die längsten aller Tannenarten. Die Zweige sind relativ kräftig, zunächst glatt und von hellgrauer Farbe, später rau und grau bis graubraun. Die Nadeln riechen zerrieben nach Zitrone.

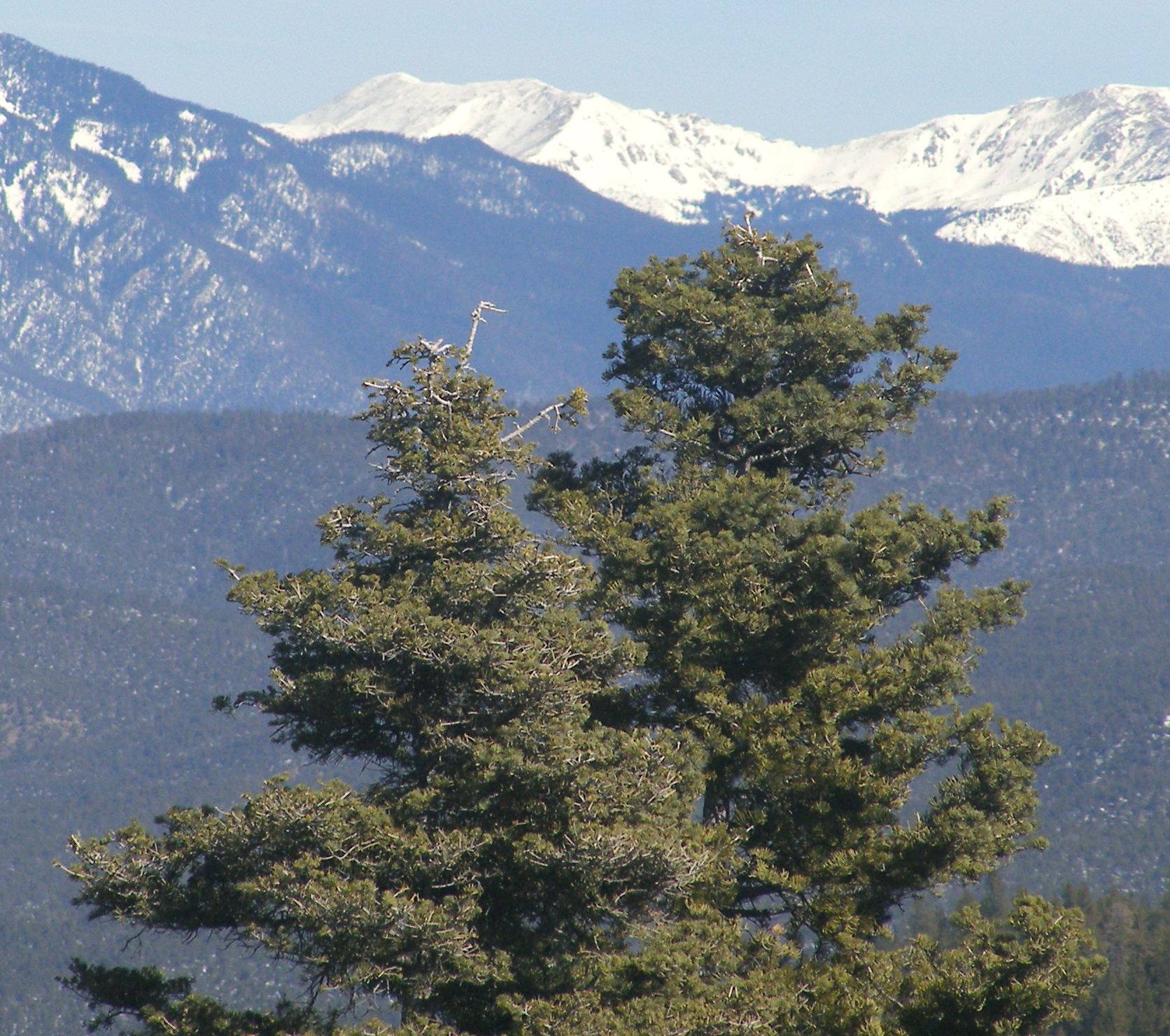
Abies concolor var. concolor im Carson National Forest in New Mexico

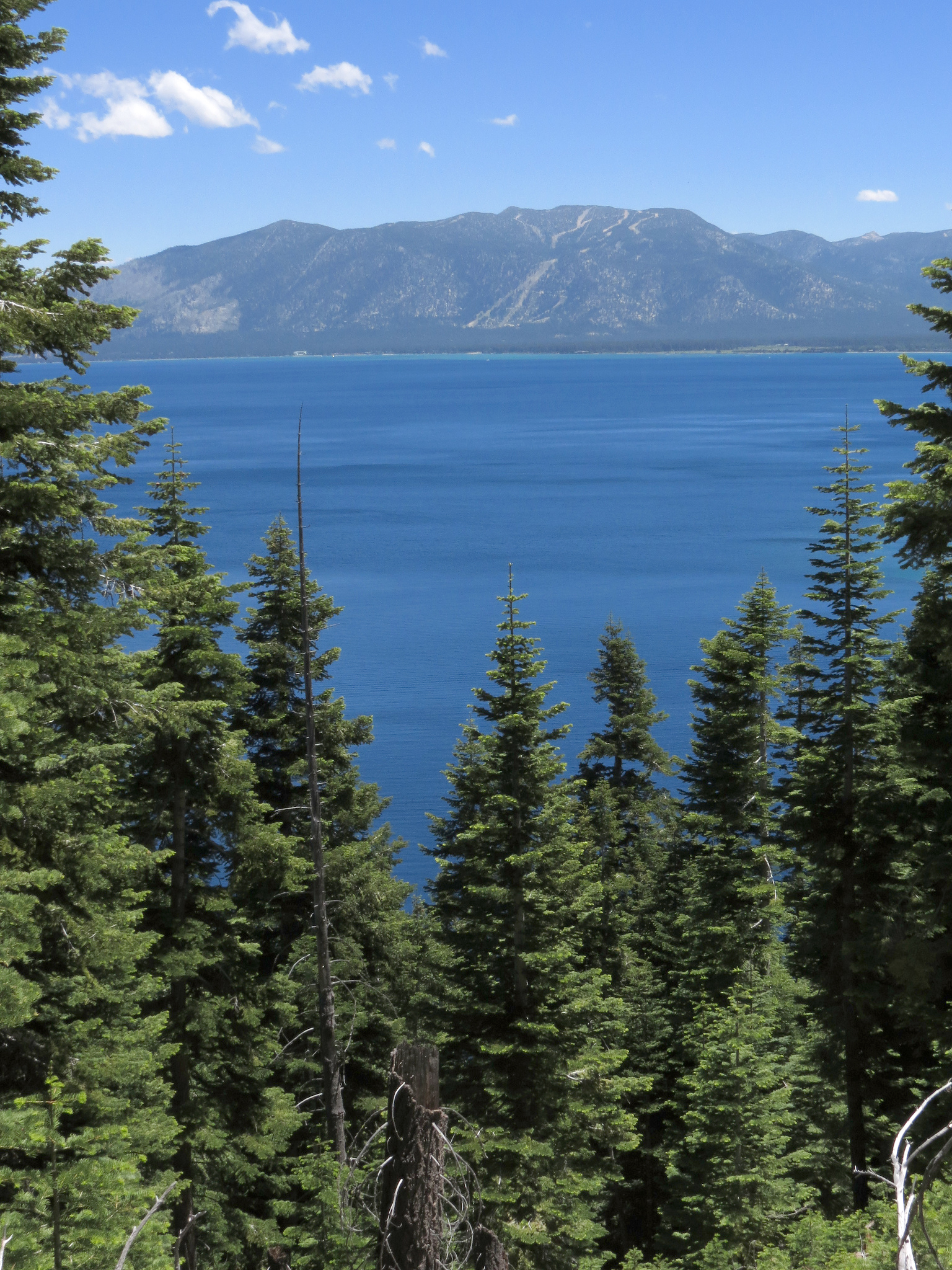
Abies concolor var. lowiana am Lake Tahoe in Kalifornien

### Borke und Holz
Die Borke ist hellgrau und wird zur Basis hin furchig und korkig. Sie kann am Stammfuß bis zu 16 Zentimeter dick werden. Während junge Bäume eine glatte Borke besitzen, bilden alte Kolorado-Tannen unregelmäßige, plattenartige Schuppen aus. Das Holz ist leicht und weich, außerdem recht grobfaserig und wenig dauerhaft. Die Holzfarbe variiert zwischen weißlich und hellbraun, wobei kein Unterschied zwischen Splint- und Kernholz besteht. Es hat eine Rohdichte von 400 bis 420 kg/m³.

### Wurzeln
Sämlinge bilden eine Pfahlwurzel aus, die bei Altbäumen nicht üblich ist. Die Art entwickelt auf tiefgründigen Böden ein tiefreichendes Wurzelsystem. Als Mykorrhiza-Partner sind nur Cenococcum geophilum und der Gemeine Erbsenstreuling (Pisolithus arhizus) bekannt.

### Blüten, Zapfen und Samen
Mannbar (geschlechtsreif) wird diese einhäusig getrenntgeschlechtige (monözische) Art erst im Alter von etwa 30 bis 40 Jahren. Dann erscheinen in den Blattachseln vorjähriger Zweige die etwa 1,6 Zentimeter langen, rot oder rosafarbenen männlichen Blütenzapfen. Diese befinden sich im mittleren und unteren Kronenbereich. Die weiblichen Blütenzapfen sind im oberen Drittel zu finden. Sie stehen aufrecht, sind teils gelbgrün, teils rot und etwa 3,5 Zentimeter lang. Die Blütezeit erstreckt sich je nach Region von Mai bis Juli.
Im September und im Oktober sind die Samen reif. Die zylindrischen Zapfen sind dann 7,5 bis 13 Zentimeter groß und haben eine hellbraune Farbe. Die geflügelten Samen fallen mit den Zapfenschuppen zu Boden. Die Samen sind 8 bis 12 Millimeter lang und haben 1,5 bis 1,8 Zentimeter breite Flügel. Das Tausendkorngewicht liegt zwischen 25,6 und 52,9 Gramm. Eichhörnchen vergraben ganze Zapfen als Futtervorrat, oft entstehen daraus Naturverjüngungs-Gruppen. Förster nutzen diese vergrabenen Zapfen als Samenquelle.

### Chromosomenzahl
Die Chromosomenzahl beträgt 2n = 24.

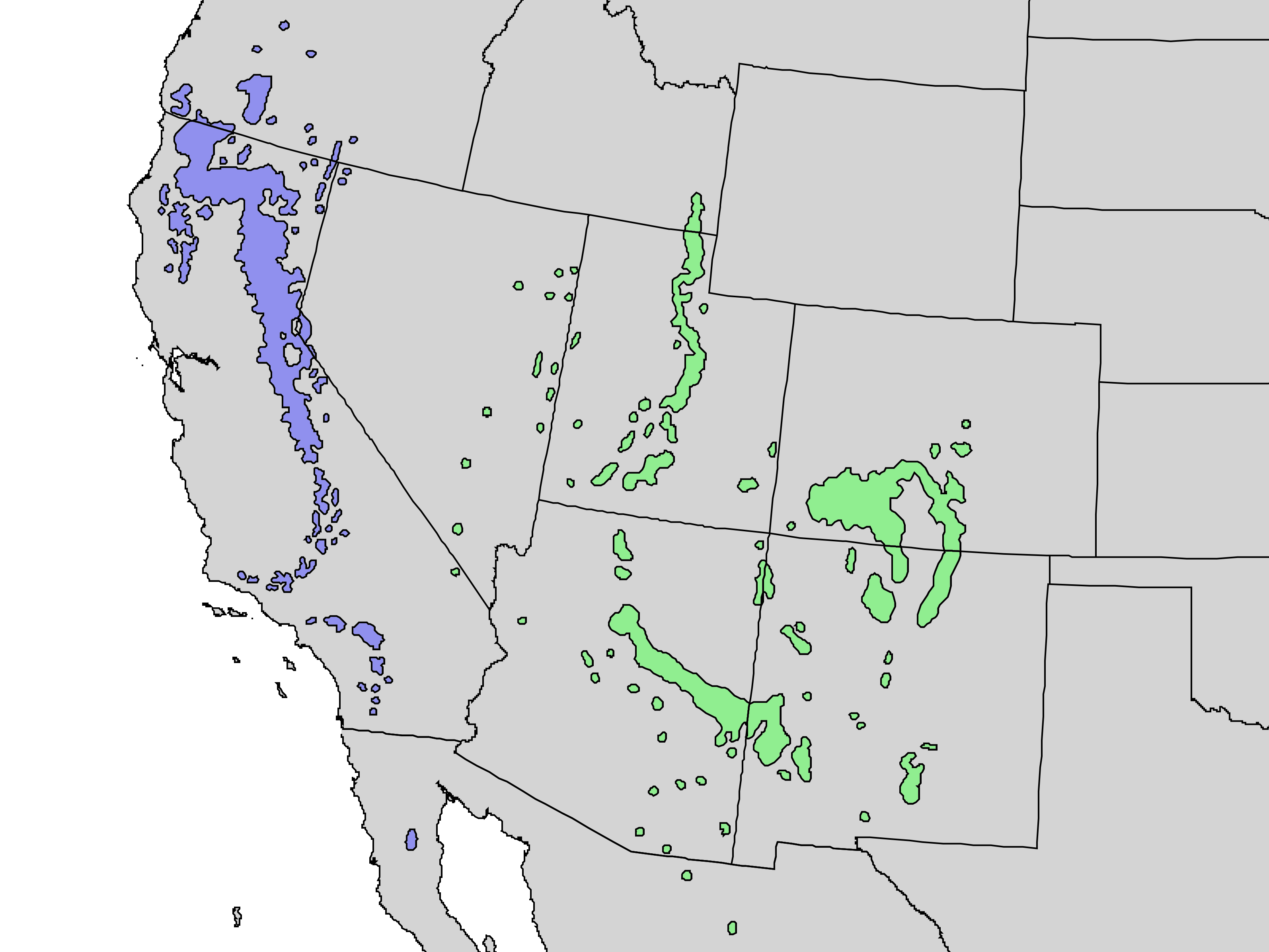
Verbreitungsgebiet der Kolorado-Tanne; grün die var. concolor, blau die var. lowiana

## Vorkommen
Die Kolorado-Tanne hat ihr natürliches Verbreitungsgebiet im Westen Nordamerikas. Die Varietät Abies concolor var. concolor besiedelt Höhenlagen der Rocky Mountains von 2100 m bis 2700 m, während Abies concolor var. lowiana mehr auf Bergen nahe der Pazifikküste auf Höhenlagen zwischen 1200 m und 2100 m in der Sierra Nevada und zwischen 1500 m und 3000 m in den San Bernardino Mountains in Südkalifornien zu finden ist. Die Abies concolor var. concolor stellt in den südlichen Rocky Mountains die Klimaxbaumart dar. Optimal für ihre Entwicklung scheinen Nord- und Ostseiten der Gebirge Oregons und Kaliforniens zu sein.
In gemäßigten Klimaten ist die Kolorado-Tanne als Park- und Gartenbaum stark verbreitet, da sie nur geringe Standortansprüche stellt und Trockenheit sowie Frost erträgt. Deshalb gilt sie als eine der besten Stadttannen. Forstliche Probeanbauten in Deutschland blieben ohne Erfolg.
Das Optimum der Kolorado-Tanne liegt für die Varietät Abies concolor var. concolor in Gebieten mit Niederschlägen von 510 bis 890 mm, für die Varietät Abies concolor var. lowiana von 890 bis 1900 mm. Beide Varietäten sind äußerst unempfindlich gegenüber langen Wintern. Sie übersteht Temperaturen von −39 °C und +38 °C. Unter den Tannenarten gilt die Kolorado-Tanne als die unempfindlichste gegenüber Trockenheit. Sie stellt an den Boden und den pH-Wert nur sehr geringe Ansprüche.

## Systematik
Das Artepitheton concolor bedeutet „gleichfarbig“ und weist auf die auf beiden Seiten gleichfarbigen Nadeln hin.
Die Kolorado-Tanne wird in die zwei Varietäten Abies concolor var. concolor, die „Inlandform“ und Abies concolor var. lowiana, die „Sierra-Form“ aufgeteilt. Manche Autoren sehen sie auch als selbstständige Arten an: Abies concolor und Abies lowiana (Gordon) A.Murray bis.
- Kolorado-Tanne (Abies concolor var. concolor): Sie erreicht durchschnittlich Wuchshöhen von 33 Metern und ist frosthart und langsamwüchsig. Hat bläulich graugrüne scheitelförmig angeordnete Nadeln. Sie kommt von Colorado, Südost-Idaho und Ost-Nevada über Ost-Kalifornien, Arizona und New Mexico bis in den Norden Mexikos vor.
- Sierra-Tanne (Abies concolor var. lowiana (Gordon) Lemmon; Syn.: Picea lowiana Gordon, Abies lowiana (Gordon) A.Murray bis): Diese raschwüchsige Varietät erreicht Wuchshöhen von über 50 Metern. Die unterseits heller grün gefärbten Nadeln sind horizontal gescheitelt. Sie kommt in den kalifornischen Küstengebirgen, Süd-Oregon und in der Sierra Nevada vor.

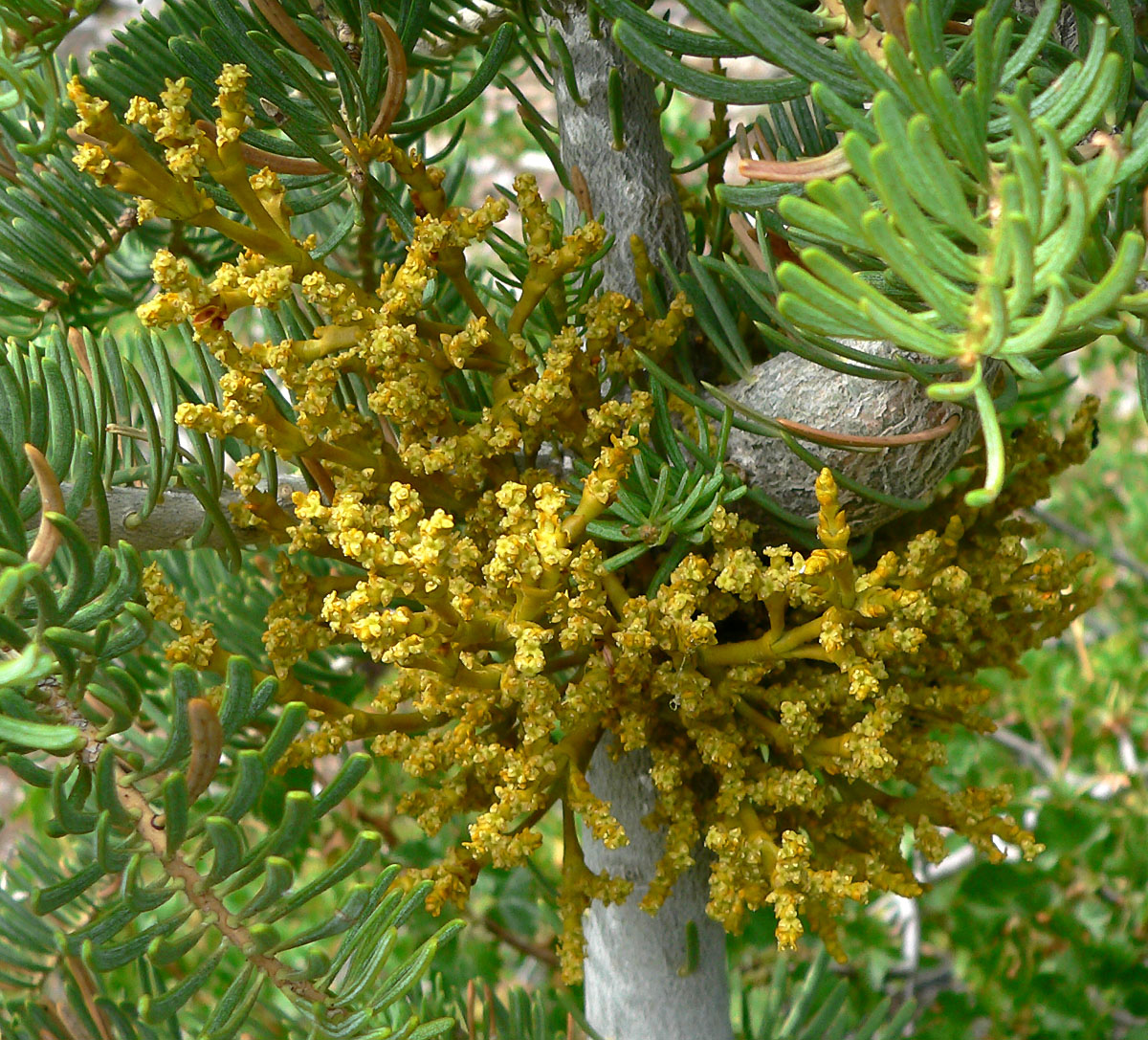
Befall von Arceuthobium campylopodum subsp. abietinum auf Abies concolor

## Phytopathologie
Phytopathologisch und forstwirtschaftlich entscheidend bei der Kolorado-Tanne sind vor allem Borkenkäferpopulationen. Im natürlichen Areal wird sie häufig von Tannenkrebs und Zwergmisteln (Arceuthobium) befallen. Weiterhin wird sie stark von Wild verbissen. Die größte Bedeutung von den abiotischen Waldschadensursachen hat Feuer. Mäßig empfindlich ist sie gegenüber Ozon, ganz und gar unempfindlich gegenüber Frost. Sie erträgt Extremtemperaturen von −39 °C.

## Nutzung
Auf Grund der eher schlechten Holzqualität besteht nur geringe Nutzholz-Tauglichkeit. Meist wird das Holz zur Herstellung von Kisten oder als Konstruktionselement für kleine Häuser verwendet. Nutzen findet die Tanne als Zellstofflieferant für die Papierproduktion und als Sperrholz.
Die Kolorado-Tanne wird aufgrund ihrer Anspruchslosigkeit als Ziergehölz genutzt.
In Amerika wird sie gerne als Weihnachtsbaum verwendet und deshalb in Plantagen angebaut. Das Harz, welches bei jungen Bäumen aus der Borke austritt, wird zur Herstellung von Kanadabalsam benutzt.